# Beszter (Belistye)
Beszter (horvátul: Bistrinci) falu Horvátországban, Eszék-Baranya megyében. Közigazgatásilag Belistyéhez tartozik.

## Fekvése
Eszéktől légvonalban 26, közúton 33 km-re északnyugatra, községközpontjától 1 km-re északnyugatra, a Szlavóniai-síkság szélén, a Dráva jobb partján fekszik. Belistye után a község legnagyobb települése, belterülete mára teljesen összeépült Belistye városával.

## Története
A régészeti leletek tanúsága alapján területe már ősidők óta lakott volt. A településtől délnyugatra, a Karasica északi oldalán fekvő Zagajci lelőhelyen bronzkori (i. e. 11. század – i. e. 9. század) és vaskori leleteket (i. e. 4. század) is találtak. A legújabb időkben római villa és az ókori Iovalia maradványait is megtalálták a területén. Ugyanezen a lelőhelyen 7. és 8. századi, korai szlávnak tartott leletek is előkerültek. Zagajci települést 1428-tól a középkorban is említik Valpótól északra fekvő birtokként. A török kiűzése után pravoszláv szerbek települtek be, de később a falu elpusztult.
Beszter falut 1328-ban említik először „Beztur” alakban, amikor akkori birtokosa Ormándi István elcseréli itteni birtokát Beke István fiával. Ez a birtok akkor Beremendtől délre, Torjánctól keletre a Dráva bal partján volt, melyet később Bistrinski lugnak (magyarul Bisztrinci felső erdőnek) neveztek. A történeti dokumentumok hiánya miatt feltételezhető, hogy a lakosság valószínűleg az áradások és a gazdasági fejlődés kedvezőbb feltételeinek keresése miatt települt át az 1680-as években a mai helyre a jobb partra. Néhány vezetéknév elemzése után a neves horvát nyelvész Josip Hamm arra a következtetésre jutott, hogy a lakosság délről telepedett le. Ez ellentmondana az áttelepülés teóriájának, melyet viszont az erősít, hogy a bal parti település neve megegyezett a jobb parti faluéval.
A török Valpó várának elestével 1543-ban foglalta el azt a területet és csak 1687-ben szabadult fel uralma alól. A török uralom alatt hiányzik a faluról az élet folytonosságára vonatkozó forrás. A török kiűzése után a valpói uradalom részeként kamarai birtok volt, majd 1721. december 31-én III. Károly az uradalommal együtt Hilleprand von Prandau Péter bárónak adományozta.
Az első katonai felmérés térképén „Bistrincze” néven található. Lipszky János 1808-ban Budán kiadott repertóriumában „Bisztrincze” néven szerepel. Nagy Lajos 1829-ben kiadott művében „Bisztrincze” néven 107 házzal, 618 katolikus vallású lakossal találjuk. A 19. század végén Likából települtek ide horvát családok azért, hogy a Gutmann faüzemben dolgozzanak, de jöttek magyarok és németek is.
1857-ben 657, 1910-ben 1088 lakosa volt. Verőce vármegye Eszéki járásához tartozott. Az 1910-es népszámlálás adatai szerint lakosságának 69%-a horvát, 12%-a magyar, 7%-a német, 3%-a szerb anyanyelvű volt. A település az első világháború után az új szerb-horvát-szlovén állam, majd később (1929-ben) Jugoszlávia része lett. A két világháború között az 1920-as években Dalmáciából és a horvát Tengermellékről több család telepedett le itt. A második világháború idején a magyar és német lakosságot elűzték, helyükre a háború után Likából és a horvát Zagorje vidékéről újabb horvátok érkeztek a településre. 1991-ben lakosságának 85%-a horvát, 4%-a román, 2-2%-a jugoszláv és roma nemzetiségű volt. 2011-ben 1598 lakosa volt.

## Lakossága
| Lakosság változása | Lakosság változása | Lakosság változása | Lakosság változása | Lakosság változása | Lakosság változása | Lakosság változása | Lakosság változása | Lakosság változása | Lakosság változása | Lakosság változása | Lakosság változása | Lakosság változása | Lakosság változása | Lakosság változása | Lakosság változása |
| ------------------ | ------------------ | ------------------ | ------------------ | ------------------ | ------------------ | ------------------ | ------------------ | ------------------ | ------------------ | ------------------ | ------------------ | ------------------ | ------------------ | ------------------ | ------------------ |
| 1857               | 1869               | 1880               | 1890               | 1900               | 1910               | 1921               | 1931               | 1948               | 1953               | 1961               | 1971               | 1981               | 1991               | 2001               | 2011               |
| 657                | 591                | 559                | 791                | 1.007              | 1.088              | 918                | 998                | 1.001              | 1.084              | 1.457              | 1.568              | 1.608              | 1.701              | 1.678              | 1.598              |

## Gazdaság
A település Dráva parti helyzete miatt a múltban gazdasága nagyban függött a folyó vízállásától. A folyón főként homokot, kavicsot, erdei fát és követ szállítottak. Több vizimalom is működött itt, mely jól kiegészítette a lakosság bevételeit, mivel a mezőgazdaság nem tudta kielégíteni igényeiket. Sokan dolgoztak a Guttman család belistyei fafeldogozó üzemében, az építőiparban és más területeken is.
Ma Beszter Belistye község második legnagyobb települése, formálisan elkülönülve, de ténylegesen, fizikailag szoros összeköttetésben áll a várossal. A városi, a kommunális, a társadalmi és egyéb élet minden fontos jellemzőjével szinte egyetlen egészet alkotnak. Ez a falu sokkal régebbi, mint a város, amelyhez tartozik. A faluban hét kézműves és öt családi gazdaság működik, emellett nagyszámú helyi embert alkalmaznak a szerte a városban és megyében működő vállalatok és intézmények. Lakosai ma már kevésbé foglalkoznak mezőgazdasággal. A földművelés, a sertés- és baromfitenyésztés, ami régebben jellemző volt a szlavóniai Baranya vidékére, ma már csak kiegészítő háztartási jövedelem. Az udvarokban kis zöldségkertek és gyümölcsösök találhatók. Érdekesség, hogy a helyiek a kerékpárt fő szállítóeszközként használják, ezért sokan mondják a településre, hogy kis hely a legtöbb kerékpárossal.

## Nevezetességei
Szent István király tiszteletére szentelt római katolikus temploma 1813-ban épült, a belistyei Szent József plébánia filiája. Búcsúünnepén augusztus 20-án a helyiek és a környékbeliek közül sokan összegyűlnek itt, hogy találkozzanak és mulassanak együtt a rokonokkal, barátokkal és ismerősökkel. Ez a hagyomány, mely valószínűleg még a török uralom alóli felszabadulás utáni időkből származik és a betelepülők Magyarországról hozták magukkal, a mai napig is fennmaradt.
A falu közelében a Dráva partján öreg hársak és fűzfák között található Szent Anna kápolna 1797-ben épült. Helyi mester munkája. A zarándokok kedvelt helye, akik  a közeli falvakból minden évben Szent Anna napján elzarándokolnak ide. Oszlop alakú négyszögletes építmény, elülső oldalán négyszögletes nyílással, melyet vasráccsal zártak le. Benne Szent Anna egyszerű szobra látható. Az épület szakrális műemlék.

## Kultúra
A Szent Anna Testvériség egyesület a hívő beszteri lakosokat tömöríti. Ők ápolják a Szent Anna szentélyt és az összes szakrális létesítményt a településen.

## Oktatás
A helyi tanulók a belistyei Ivan Kukuljević általános iskolába járnak.

## Sport
Az NK Podravac Bistrinci labdarúgóklubot 1934-ben alapították. A csapat jelenleg a megyei 2. liga valpó-alsómiholjáci csoportjában szerepel.
Mivel Beszter a Dráva folyó partján helyezkedik el, amelyet a helyiek sokat használnak rekreációs célokra, a faluban sok halász, horgász van és aktív a Podravac Sporthorgászok Egyesülete. A horgászok pontyra, harcsára, sügérre és csukára mennek, amelyek a Dráva legismertebb halai.

## Egyesületek
A település önkéntes tűzoltó egyesületét 1904-ben alapították.

## Híres emberek
Itt született 1926. szeptember 4-én Josip Antolović jezsuita atya, teológus, egyházi író, a világ egyik leghíresebb egyházi életrajzírója. Az Amerikai Biográfiai Intézet 1996-ban életművéért az év emberévé nyilvánította.